# یله‌قارشو
یله‌قارشو یکی از روستاهای استان آذربایجان شرقی است که در دهستان عباس شرقی بخش تیکمه‌داش شهرستان بستان‌آباد واقع شده‌است.این روستا ۱۵۰ نفر جمعیت دارد.
این روستا از شمال با روستای قرچمن،از جنوب با روستای اوشندل،از غرب با روستای قره‌بلاغ وعمودیزج و از شرق با روستای آق‌بلاغ همسایگی دارد.
روستای یله قارشو دارای آب و هوای سرد و بادخیز میباشد،به همین علت به این اسم نامگذاری شده است.